# Vítek Čapek
Vítek Čapek (28. února 1954 Jaroměř – 14. ledna 1988 Louny) byl český výtvarník, historik umění a kurátor. Působil v Galerii Benedikta Rejta v Lounech, jeho výtvarné dílo bylo veřejnosti představeno až posmrtně.

## Život
Jeho otec byl sochař a grafik, žák Karla Svolinského a Emila Filly, matka učitelka. V letech 1969–1973 vystudoval Střední průmyslovou školu kamenickou a sochařskou v Hořicích, obor sochařství. Dvakrát se neúspěšně pokoušel o přijetí na Akademii výtvarných umění v Praze. Rozhodl se proto pro studium dějin umění a estetiky na Filosofické fakultě Univerzity Karlovy, které zakončil v roce 1980 diplomovou prací "Zdeněk Pešánek a diferenciace českého výtvarného umění a kultury v první polovině dvacátých let". V témže roce nastoupil jako kurátor (v tehdejší terminologii odborný pracovník) v Galerii Benedikta Rejta v Lounech. Čapek sem jezdíval již koncem 70. let, aby zde studoval dílo Zdeňka Pešánka, který byl rovněž námětem jeho nedokončené disertace. Galerie byla od svého založení pod vedením Jana Sekery orientována na české moderní umění a Čapek zde proto nalezl široké pole působnosti. Prostřednictvím přítele ze studií Jana Samce se v Lounech seznámil tamním malířem Zdeňkem Sýkorou a jeho partnerkou, pozdější manželkou a spoluautorkou Lenkou Sýkorovou. Se Sýkorovými navázal blízký pracovní a přátelský vztah. Jeho výsledkem je rozhovor, který se Sýkorou vedl o jeho díle. Vznikal v letech 1982–1985 a Sýkora ho poprvé vydal vlastním nákladem v roce 1986.
V lounské galerii připravil samostatně několik výstav a spolupodílel se na realizaci dalších. Jednalo se o práce umělců Dany Hendrychové, Vladislava Mirvalda, Tarase Kuščynského a architekta, studenta na Bauhausu Václava Zralého. Udržoval kontakty s významnými umělci, jako např. s Václavem Boštíkem, Václavem Ciglerem a Adrienou Šimotovou. Mimo to pokračoval v práci na disertaci o Zdeňku Pešánkovi, kterou vedl Petr Wittlich. V květnu 1986 se nešťastnou náhodou otrávil plynem. Po dlouhém bezvědomí zemřel v lounské nemocnici v lednu 1988.

## Dílo
Na počátku Čapkova výtvarného vyjadřování jsou asambláže, kterým se věnoval ještě během studií na škole v Hořicích. Po příchodu do lounské galerie se ale rozhodl, že bude malovat a kreslit. V roce 1980 také experimentoval s fotografováním. Klíčový pro něj byl rok 1981, kdy se zúčastnil kurzu lounského malířského kroužku, vedeného Václavem Jírou. U Vlkovického rybníka tehdy namaloval obraz Rybník, který se stal úvodem k rozsáhlému cyklu olejomaleb s názvem Hladiny, na němž s přestávkami pracoval po zbytek života. V Hladinách si vytyčil úkol vytvořit podle jednoho kompozičního schématu řadu obrazů, v nichž by se mohl zabývat působením barvy. V závěrečné fázi cyklu dospěl jako jeden z mála českých umělců až k monochromii, tj. jednobarevné ploše.
Stejně jako pro mnoho umělců před ním i po něm se jedním z hlavních témat jeho tvorby stal kruh. "Kruh představuje totalitu psýchy, totalitu světa. Ať už se vyskytuje v jakékoliv podobě, vždy vyjadřuje jeden z nejdůležitějších momentů života: jeho jednotu, jeho totalitu," poznamenal si. Čapek zkoumal vztah kruhu a spirály. Jeho kruhy jsou vyplněny barevnými skvrnami nebo jen náhodně načrtnutými linkami. Každá z těchto kreseb je vesmírem samotným pro sebe, do něhož umělec vložil své emoce i hledání dokonalosti a krásy. Pro tuto část tvorby je typická sériovost. Kresby na formátu A 4 řadil za sebou podle určitého plánu a vkládal je do obalů, které nejčastěji tvořily zelené desky ze školních sešitů. Jindy byly tyto obaly vyplněny řadou papírových kruhů o stejném poloměru, přičemž skvrny na každém z nich měly jiné kompoziční řešení. Tento typ artefaktu má vlastní pojmenování v cizí uměnovědné literatuře, Jiří Valoch ho nazývá autorská kniha. Čapkova pozůstalost zahrnuje tisíce stran kreseb a rukopisných poznámek. Její největší část je v rukou jeho rodiny.

## Výstavy
- 1988 Krajina Českého ráje ve výtvarném umění, Krajská galerie v Hradci Králové, (kolektivní)
- 1989 Vítek Čapek – Obrazy/kresby, Galerie mladých Brno
- 1991 V dimenzích prázdna, Galerie moderního umění v Roudnici nad Labem, (kolektivní)
- 1996–1997 Umění zastaveného času. Česká výtvarná scéna 1969-1985, kolektivní, putovní: České muzeum výtvarných umění Praha, Moravská galerie Brno, Státní galerie výtvarného umění Cheb
- 1997 Mezi tradicí a experimentem. Práce na papíře a s papírem v českém výtvarném umění 1939–1989, Muzeum umění Olomouc, (kolektivní)
- 2013 Vítek Čapek, putovní: Galerie umění Karlovy Vary, Galerie města Loun

## Zastoupení ve sbírkách
- Galerie Benedikta Rejta v Lounech
- Východočeská galerie v Pardubicích

## Galerie

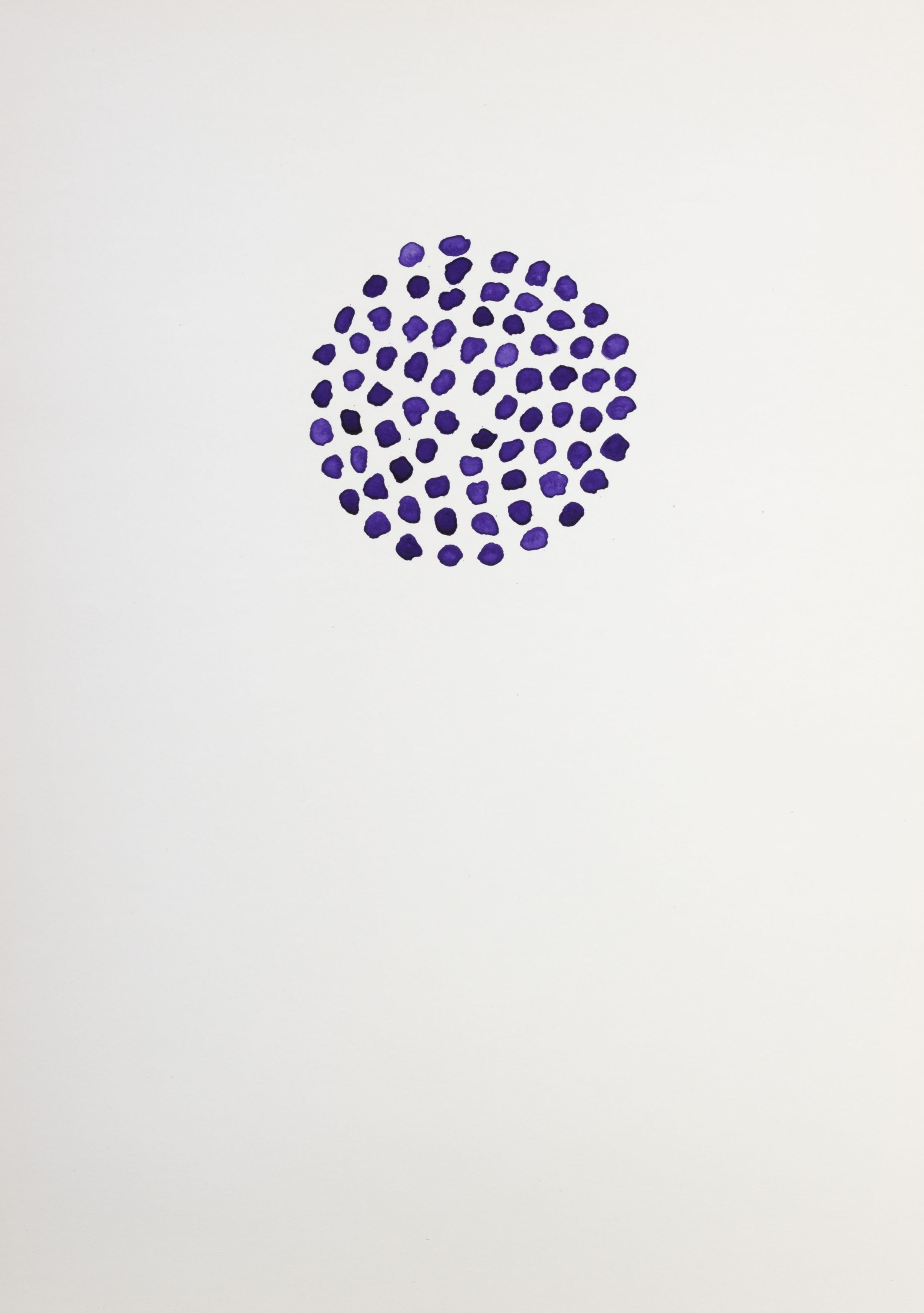
Ze souboru Entity, začátek 80. let, 597 x 420 mm, tempera, papír
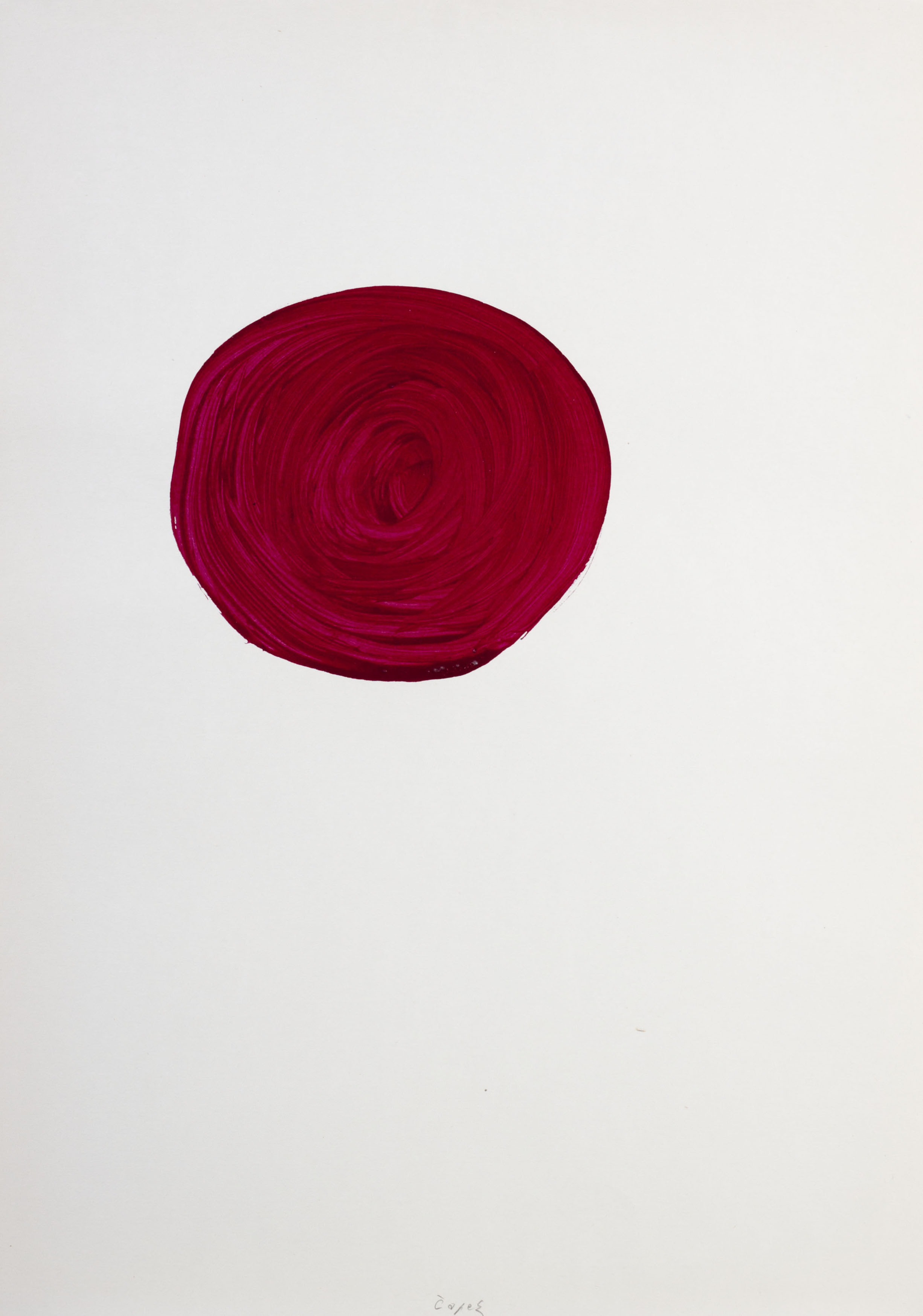
Ze souboru Entity, začátek 80. let, 597 x 420 mm, tempera, papír
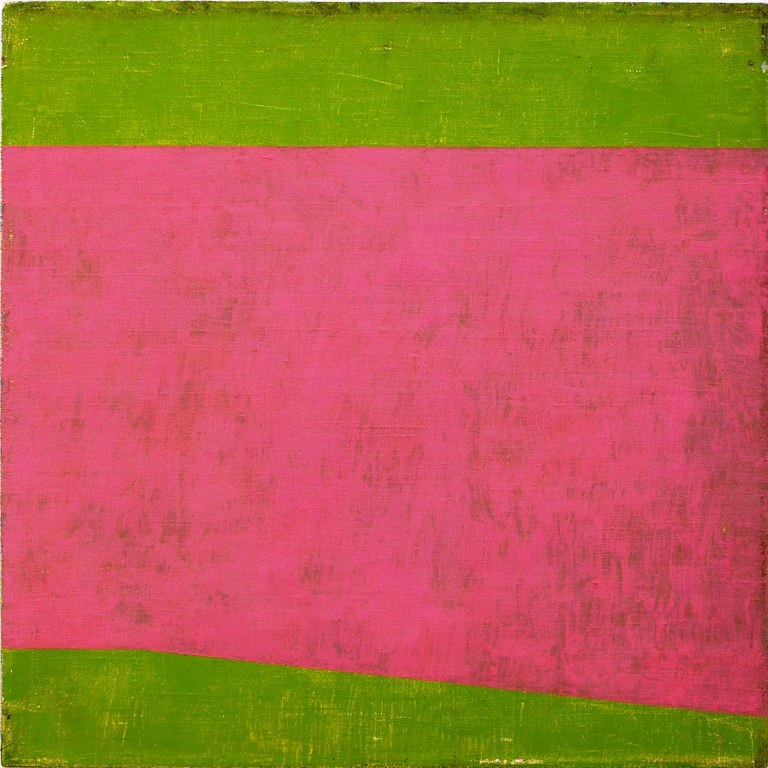
Z cyklu Hladiny, začátek 80. let, 45 x 45 cm, olej na plátně
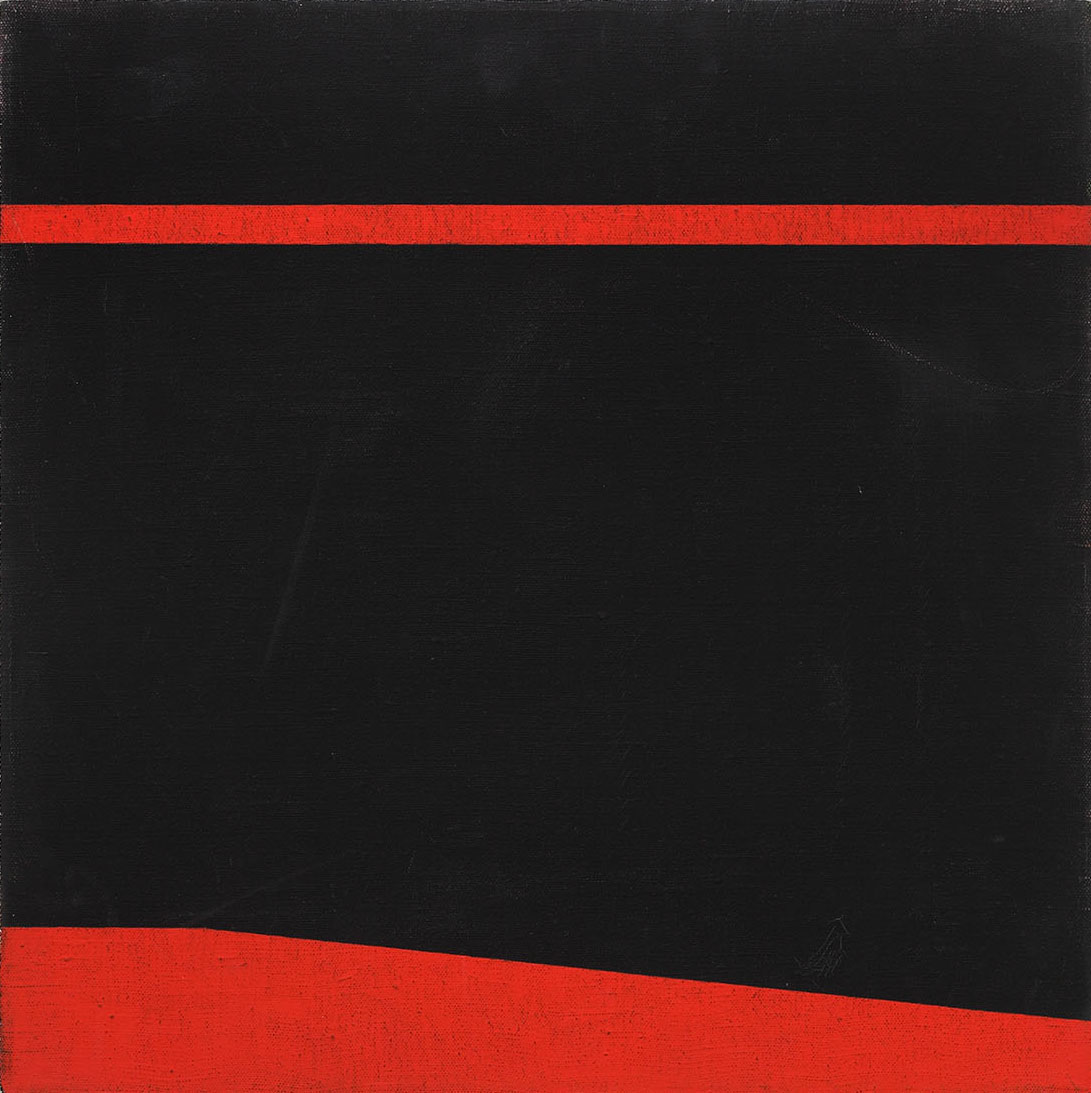
Z cyklu Hladiny, začátek 80. let, 45 x 45 cm, olej na plátně
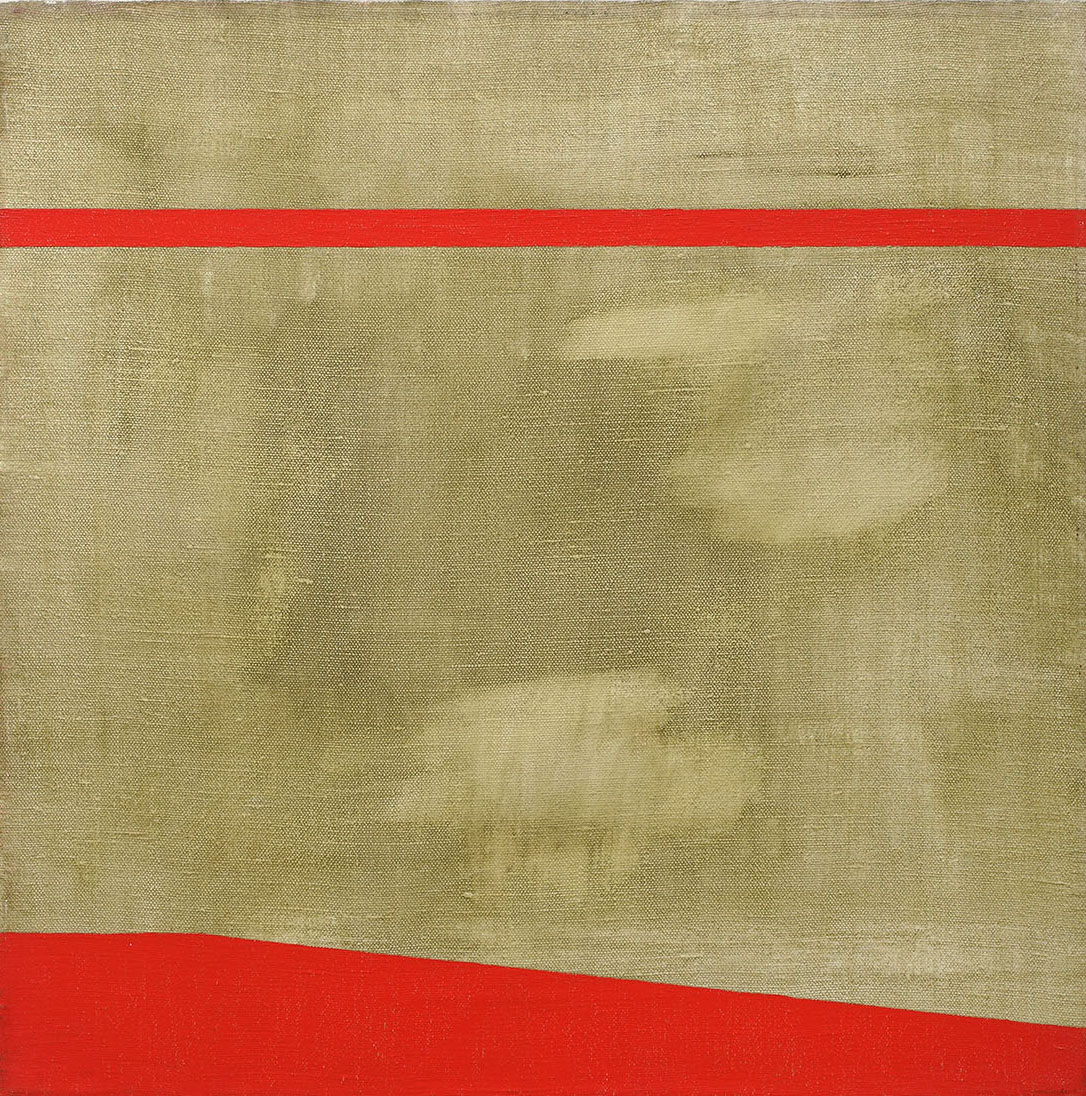
Z cyklu Hladiny, začátek 80. let, 45 x 45 cm, olej na plátně
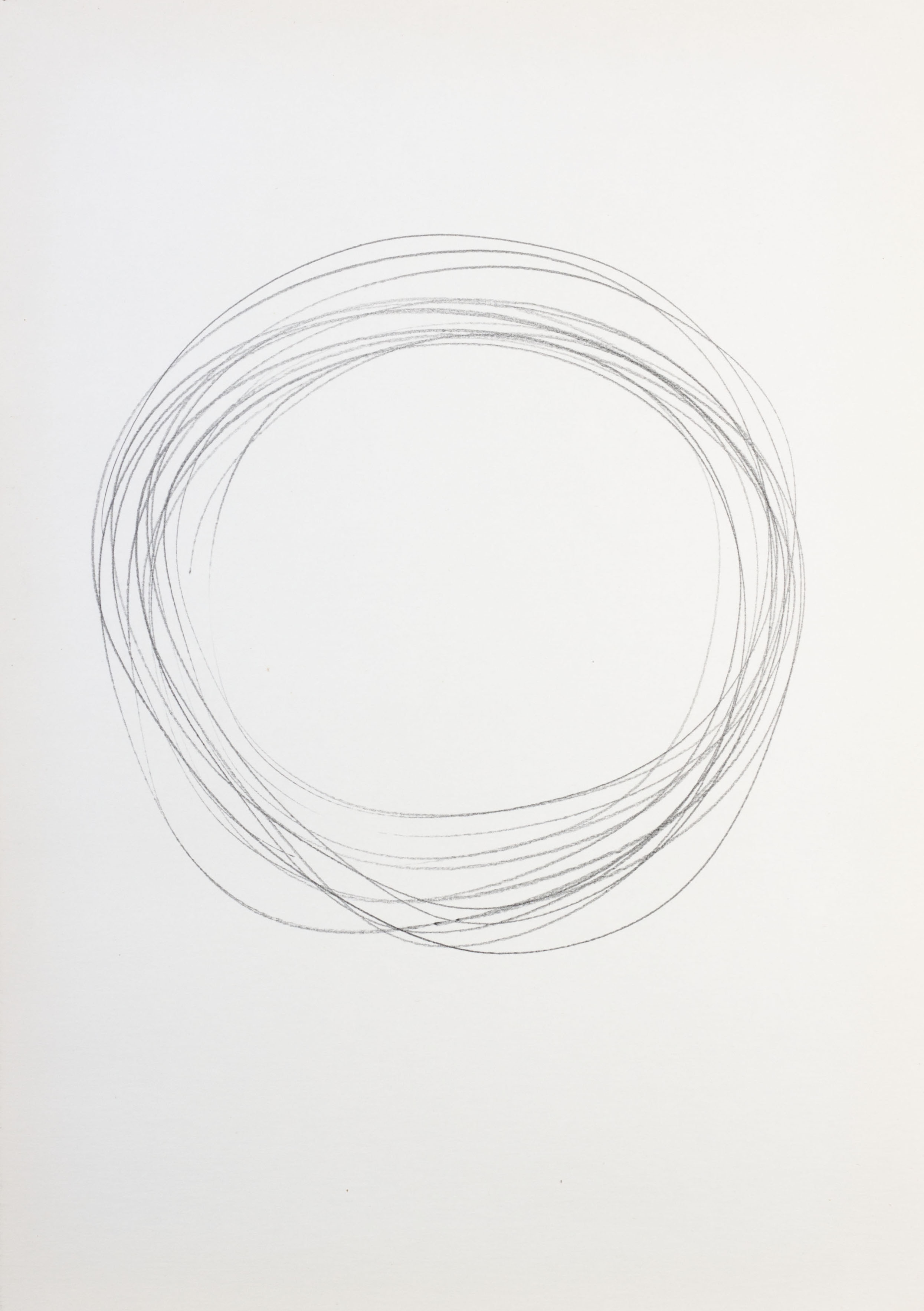
Studie kruhu, začátek 80. let, 597 x 420 mm, tužka, papír
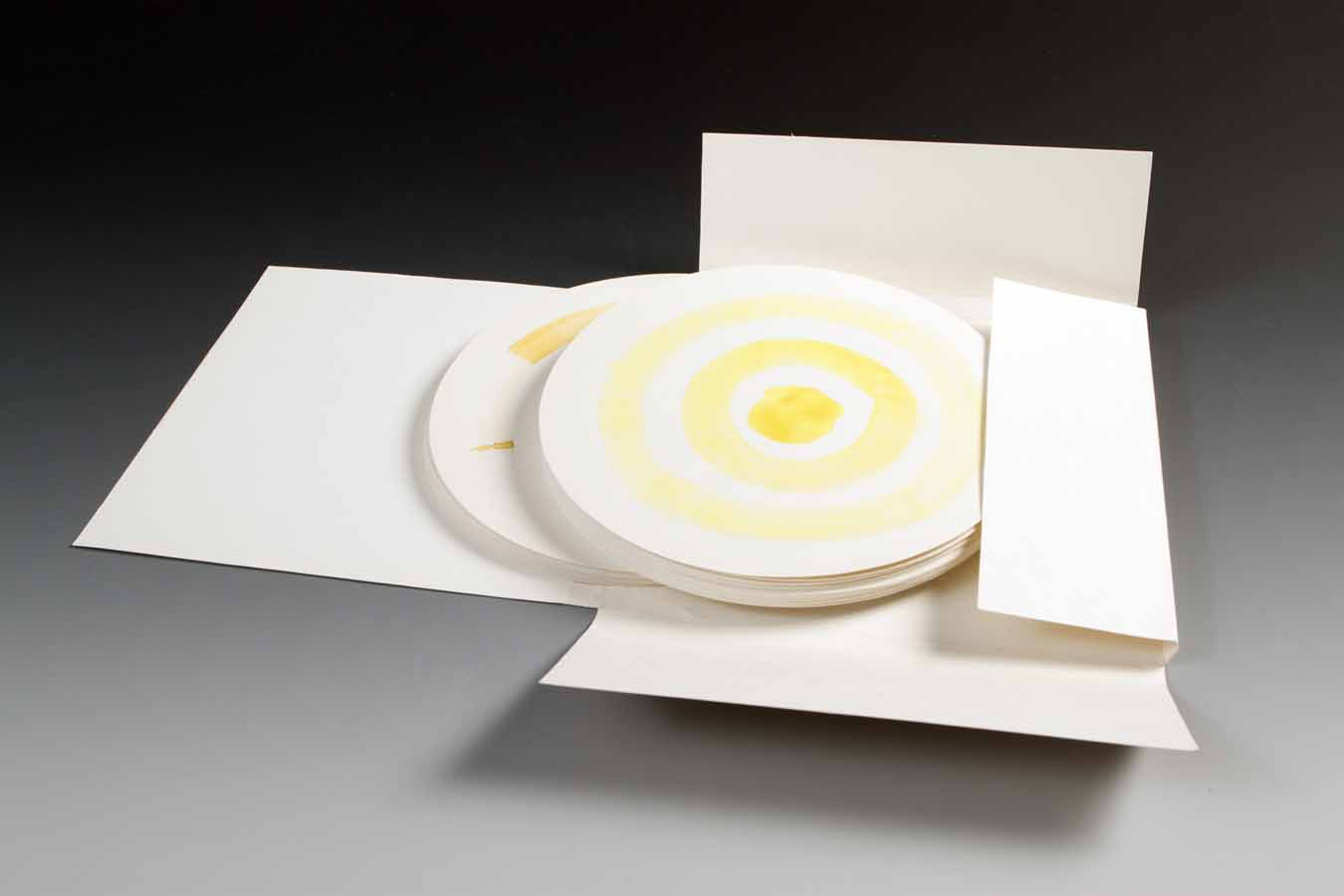
Jedna z autorských knih, začátek 80. let